# Bočata voda
Bočata voda je slana voda nižeg saliniteta od morske koja nastaje miješanjem mora s tekućom vodom ili kišnicom. Drugi naziv za takvu vodu je i brakična voda. 
Tri su tipična područja gdje se bočata voda može susresti:
- voda na ušću rijeke u more,
- voda u krškim sustavima i
- voda u "slanim" jezerima.

Po kemijskom sastavu bočata voda sadrži od 0.5 do 30 grama soli (NaCl) po litri vode.

## Voda na ušću rijeka u more
Kod utjecanja slatke vode u more tipična je situacija da lakša slatka voda širi po površini, morska voda ostaje pri dnu, a u kontaktnoj zoni formira se sloj bočate vode. Širina prijelaznog sloja ovisi o snazi rijeke i slanosti (salinitetu) mora u koje utječe. Ta je vrsta bočate vode vrlo bogata životom, te se u njoj posebno dobro razvijaju školjke i planktoni. U zoni bočate vode prevladavaju morske ribe, budući riječne u nju mnogo manje zalaze. Posebni slučaj je vrulja, vrelo ispod površine mora kroz koje se ulijeva rijeka ponornica.

## Voda u krškim sustavima
Kada priliv vode u krški sustav nije dovoljan da osigura stalni tijek vode iz tog sustava u more (vrulje), morska voda počinje prodirati u podzemlje. Taj je fenomen posebno nazočan na krškim otocima i poluotocima. Formira se prijelazna zona bočate podzemne vode, koja zbog dulje suše ili crpljenja podzemne vode prodire u unutrašnjost otoka. Neumjereno crpljenje vode može povući more u cijeli krški sustav i stvoriti dugotrajno bočate džepove podzemne vode. Bez crpljenja to se teško može dogoditi, jer voda iz sustava isparava vrlo polako, a more prodire odozdo i sa strane, tako da ga prve obilnije padaline isperu. Korištenje bočate vode za zalijevanje može nanijeti veliku štetu poljoprivredi.

## Voda u slanim jezerima
U jezerima ili morskim zaljevima spojenim vrlo uskim prolazom s morem (npr. Novigradsko more, Karinsko more, Malo i Veliko mljetsko jezero) uz obilne padaline ili povećani utok svježe vode može sniziti opću razinu slanosti. U krajnjim slučajevima razina slanosti se toliko spusti da dolazi do većih poremećaja ekologije sustava.